# Калікум-Біч
Калікум-Біч (англ. Qualicum Beach) — містечко в Канаді, у провінції Британська Колумбія, у складі регіонального округу Нанаймо.

## Населення
За даними перепису 2016 року, містечко нараховувало 8943 особи, показавши зростання на 2,9%, порівняно з 2011-м роком. Середня густина населення становила 497,4 осіб/км².
З офіційних мов обидвома одночасно володіли 560 жителів, тільки англійською — 8 035, а 10 — жодною з них. Усього 655 осіб вважали рідною мовою не одну з офіційних, з них. 40 — українську.
Працездатне населення становило 35% усього населення, рівень безробіття — 5,7% (6,6% серед чоловіків та 5,3% серед жінок). 74,1% осіб були найманими працівниками, а 24,2% — самозайнятими.
Середній дохід на особу становив $48 598 (медіана $34 275), при цьому для чоловіків — $64 021, а для жінок $35 722 (медіани — $43 546 та $27 896 відповідно).
26,8% мешканців мали закінчену шкільну освіту, не мали закінченої шкільної освіти — 9,9%, 63,3% мали післяшкільну освіту, з яких 37,3% мали диплом бакалавра, або вищий, 100 осіб мали вчений ступінь.
| Статево-вікова структура населення | Статево-вікова структура населення | Статево-вікова структура населення | Статево-вікова структура населення | Статево-вікова структура населення |
| ---------------------------------- | ---------------------------------- | ---------------------------------- | ---------------------------------- | ---------------------------------- |
|                                    |                                    |                                    |                                    |                                    |
| Всього                             | Всього                             | 45,4%54,6%                         |                                    |                                    |
| 0 — 14 років                       | 0 — 14 років                       |                                    | 6,3%                               | 6,3%                               |
| 15 — 64 років                      | 15 — 64 років                      |                                    | 41,7%                              | 41,7%                              |
| 65 і більше                        | 65 і більше                        |                                    | 52,1%                              | 52,1%                              |
| 85 і більше                        | 85 і більше                        |                                    | 8,1%                               | 8,1%                               |
| 100 і більше                       | 100 і більше                       |                                    | 0,1%                               | 0,1%                               |
| Середній вік (років)               | Середній вік (років)               | 58,861,3                           | 60,1                               | 60,1                               |
| Медіана (років)                    | Медіана (років)                    | 65,666,1                           | 65,9                               | 65,9                               |
| — чоловіки — жінки                 |                                    |                                    |                                    |                                    |

| Походження мешканців:     | Походження мешканців:     | Походження мешканців: | Походження мешканців: | Походження мешканців: |
| ------------------------- | ------------------------- | --------------------- | --------------------- | --------------------- |
| Походження                |                           |                       | осіб                  | %                     |
| Корінні американці        | Корінні американці        |                       | 350                   | 4.12%                 |
| Інше північноамериканське | Інше північноамериканське |                       | 1 705                 | 20.05%                |
| Європейське               | Європейське               |                       | 7 680                 | 90.3%                 |
| британське                | британське                |                       | 5 955                 | 70.02%                |
| французьке                | французьке                |                       | 915                   | 10.76%                |
| українське                | українське                |                       | 510                   | 6%                    |
| Латинськоамериканське     | Латинськоамериканське     |                       | 30                    | 0.35%                 |
| Карибське                 | Карибське                 |                       | 10                    | 0.12%                 |
| Африканське               | Африканське               |                       | 70                    | 0.82%                 |
| Азійське                  | Азійське                  |                       | 170                   | 2%                    |
| Океанійське               | Океанійське               |                       | 90                    | 1.06%                 |

| Зайнятість населення за галузями (за класифікацією NOC): | Зайнятість населення за галузями (за класифікацією NOC): | Зайнятість населення за галузями (за класифікацією NOC): | Зайнятість населення за галузями (за класифікацією NOC): | Зайнятість населення за галузями (за класифікацією NOC): |
| -------------------------------------------------------- | -------------------------------------------------------- | -------------------------------------------------------- | -------------------------------------------------------- | -------------------------------------------------------- |
|                                                          |                                                          |                                                          |                                                          |                                                          |
| Управління                                               | Управління                                               |                                                          | 11,1%                                                    | 11,1%                                                    |
| Бізнес, фінанси та адміністрування                       | Бізнес, фінанси та адміністрування                       |                                                          | 13,7%                                                    | 13,7%                                                    |
| Природничі та прикладні науки                            | Природничі та прикладні науки                            |                                                          | 5,3%                                                     | 5,3%                                                     |
| Охорона здоров'я                                         | Охорона здоров'я                                         |                                                          | 8%                                                       | 8%                                                       |
| Освіта, правозахист, муніципальні та урядові служби      | Освіта, правозахист, муніципальні та урядові служби      |                                                          | 13,5%                                                    | 13,5%                                                    |
| Мистецтво, культура, відпочинок та спорт                 | Мистецтво, культура, відпочинок та спорт                 |                                                          | 4,7%                                                     | 4,7%                                                     |
| Роздрібна торгівля та послуги                            | Роздрібна торгівля та послуги                            |                                                          | 25,9%                                                    | 25,9%                                                    |
| Гуртова торгівля, транспорт та обладнання                | Гуртова торгівля, транспорт та обладнання                |                                                          | 13,1%                                                    | 13,1%                                                    |
| Природні ресурси, сільське господарство                  | Природні ресурси, сільське господарство                  |                                                          | 3,3%                                                     | 3,3%                                                     |
| Виробництво                                              | Виробництво                                              |                                                          | 1,5%                                                     | 1,5%                                                     |

## Клімат
Середня річна температура становить 9,7°C, середня максимальна – 20,4°C, а середня мінімальна – -2°C. Середня річна кількість опадів – 1 112 мм.
| Клімат поселення                              | Клімат поселення | Клімат поселення | Клімат поселення | Клімат поселення | Клімат поселення | Клімат поселення | Клімат поселення | Клімат поселення | Клімат поселення | Клімат поселення | Клімат поселення | Клімат поселення | Клімат поселення |
| Показник                                      | Січ.             | Лют.             | Бер.             | Квіт.            | Трав.            | Черв.            | Лип.             | Серп.            | Вер.             | Жовт.            | Лист.            | Груд.            |                  |
| Середній максимум, °C                         | 8,05             | 9,33             | 11,03            | 13,47            | 16,83            | 19,63            | 20,17            | 20,40            | 17,27            | 12,79            | 8,71             | 6,47             |                  |
| Середня температура, °C                       | 3,03             | 4,34             | 6,01             | 8,44             | 11,81            | 14,61            | 17,16            | 17,36            | 14,25            | 9,78             | 5,68             | 3,43             |                  |
| Середній мінімум, °C                          | −1,98            | −0,71            | 1,00             | 3,42             | 6,79             | 9,61             | 14,15            | 14,34            | 11,23            | 6,77             | 2,67             | 0,41             |                  |
| Норма опадів, мм                              | 175              | 114              | 103              | 67               | 52               | 44               | 25               | 34               | 40               | 112              | 184              | 162              |                  |
| Середньомісячна швидкість вітру, м/с          | 3.63             | 3.40             | 3.63             | 3.57             | 3.45             | 3.46             | 3.33             | 3.02             | 2.83             | 3.17             | 3.69             | 3.69             |                  |
| Середньомісячна сонячна радіація, кДж/м²·день | 2947             | 5724             | 9900             | 14881            | 18719            | 19995            | 20920            | 17904            | 12955            | 7036             | 3493             | 2343             |                  |
| --------------------------------------------- | ---------------- | ---------------- | ---------------- | ---------------- | ---------------- | ---------------- | ---------------- | ---------------- | ---------------- | ---------------- | ---------------- | ---------------- | ---------------- |
| Джерело:                                      |                  |                  |                  |                  |                  |                  |                  |                  |                  |                  |                  |                  |                  |